# Leiría
No confundir con Liria
Leiría (en portugués Leiria [lɐjˈɾi.ɐ]ⓘ) es una ciudad de la histórica provincia de Beira Litoral, capital del distrito homónimo portugués, en la región Centro, en las márgenes del río Lis, junto al castillo donde fue fundada como villa en 1135. Tenía una población de unos 65 000 habs. en 2021.
Presenta un clima templado marítimo, lluvioso, con temperaturas suaves. Se puede observar un notable crecimiento demográfico del 271,2% con respecto a 1960, así como también un acusado envejecimiento, aunque inferior al de la población del distrito. En las últimas décadas, Leiría ha conocido un importante desarrollo industrial y cultural, con la creación de escuelas e institutos de enseñanza superior que atraen a un gran número de jóvenes, incluso de otros distritos. La población activa de la ciudad trabaja mayoritariamente en actividades del sector terciario (70,4%) y secundario (18,6%). En 2021 el municipio tenía 128 616 habitantes, repartidos en dieciocho freguesias.

## Geografía

### Freguesias
Las freguesias de Leiría son las siguientes:
- Amor
- Arrabal
- Bajouca
- Bidoeira de Cima
- Caranguejeira
- Coimbrão
- Colmeias e Memória
- Leiría, Pousos, Barreira e Cortes
- Maceira
- Marrazes e Barosa
- Milagres
- Monte Real e Carvide
- Monte Redondo e Carreira
- Parceiros e Azoia
- Regueira de Pontes
- Santa Catarina da Serra e Chainça
- Santa Eufémia e Boa Vista
- Souto da Carpalhosa e Ortigosa

### Clima
| Parámetros climáticos promedio de Leiría en el periodo 1971-2000                                                                               | Parámetros climáticos promedio de Leiría en el periodo 1971-2000 | Parámetros climáticos promedio de Leiría en el periodo 1971-2000 | Parámetros climáticos promedio de Leiría en el periodo 1971-2000 | Parámetros climáticos promedio de Leiría en el periodo 1971-2000 | Parámetros climáticos promedio de Leiría en el periodo 1971-2000 | Parámetros climáticos promedio de Leiría en el periodo 1971-2000 | Parámetros climáticos promedio de Leiría en el periodo 1971-2000 | Parámetros climáticos promedio de Leiría en el periodo 1971-2000 | Parámetros climáticos promedio de Leiría en el periodo 1971-2000 | Parámetros climáticos promedio de Leiría en el periodo 1971-2000 | Parámetros climáticos promedio de Leiría en el periodo 1971-2000 | Parámetros climáticos promedio de Leiría en el periodo 1971-2000 | Parámetros climáticos promedio de Leiría en el periodo 1971-2000 |
| Mes | Ene.                                                             | Feb.                                                             | Mar.                                                             | Abr.                                                             | May.                                                             | Jun.                                                             | Jul.                                                             | Ago.                                                             | Sep.                                                             | Oct.                                                             | Nov.                                                             | Dic.                                                             | Anual                                                            |
| --- | ---------------------------------------------------------------- | ---------------------------------------------------------------- | ---------------------------------------------------------------- | ---------------------------------------------------------------- | ---------------------------------------------------------------- | ---------------------------------------------------------------- | ---------------------------------------------------------------- | ---------------------------------------------------------------- | ---------------------------------------------------------------- | ---------------------------------------------------------------- | ---------------------------------------------------------------- | ---------------------------------------------------------------- | ---------------------------------------------------------------- |
| Temp. máx. media (°C) | 14.5                                                             | 15.9                                                             | 18.2                                                             | 19.2                                                             | 21.4                                                             | 24.8                                                             | 27.5                                                             | 27.8                                                             | 26.2                                                             | 22.1                                                             | 18.0                                                             | 15.2                                                             | 20.9                                                             |
| Temp. mín. media (°C) | 8.1                                                              | 9.2                                                              | 10.4                                                             | 11.5                                                             | 13.3                                                             | 15.9                                                             | 17.9                                                             | 18.1                                                             | 17.3                                                             | 14.6                                                             | 11.5                                                             | 9.5                                                              | 13.1                                                             |
| Precipitación total (mm) | 96.8                                                             | 90.2                                                             | 51.2                                                             | 64.7                                                             | 55.6                                                             | 17.2                                                             | 6.1                                                              | 6.8                                                              | 28.5                                                             | 79.8                                                             | 107.1                                                            | 121.8                                                            | 725.8                                                            |
| Fuente: Instituto de Meteorología, IP Portugal. Datos de precipitación y temperatura para el periodo 1971-2000 en Leiría 27 de octubre de 2012 |                                                                  |                                                                  |                                                                  |                                                                  |                                                                  |                                                                  |                                                                  |                                                                  |                                                                  |                                                                  |                                                                  |                                                                  |                                                                  |

## Monumentos y lugares de interés
- Castillo de Leiría.
- Catedral de Santa Ana
- Escuela Superior de Educación (Escola Superior de Educação en portugués).

## Historia
Fue fundada como villa en 1135, como lugar de descanso de los guerreros, siendo declarada ciudad en 1186, y su población aumentó notablemente.
Eça de Queirós sitúa en esta ciudad y en sus alrededores la acción de su novela El crimen del padre Amaro.

## Demografía
| Gráfica de evolución demográfica de Leiría entre 1864 y 2021 |
|                                                              |
| Datos según el nomenclátor publicado por el INE portugués.   |

## Cultura

### Deporte
El deporte más popular en Leiría, es sin duda el fútbol.
El equipo de la ciudad, el União Desportiva de Leiria juega actualmente en el Campeonato de Portugal Prio (3.ª división nacional) y en el Estadio Dr. Magalhães Pessoa.

## Ciudades hermanadas
- Maringá (Brasil).
- Saint-Maur-des-Fossés (Francia).
- Tokushima (Japón).
- Setúbal (Portugal).
- Olivenza (España).
- Rheine (Alemania).
- Halton (Reino Unido).
- São Filipe (Cabo Verde).
- Tongling (China).
- Nampula (Mozambique).
- São Paulo (Brasil).
- Olavarría (Argentina).